# Dschinghis Khan

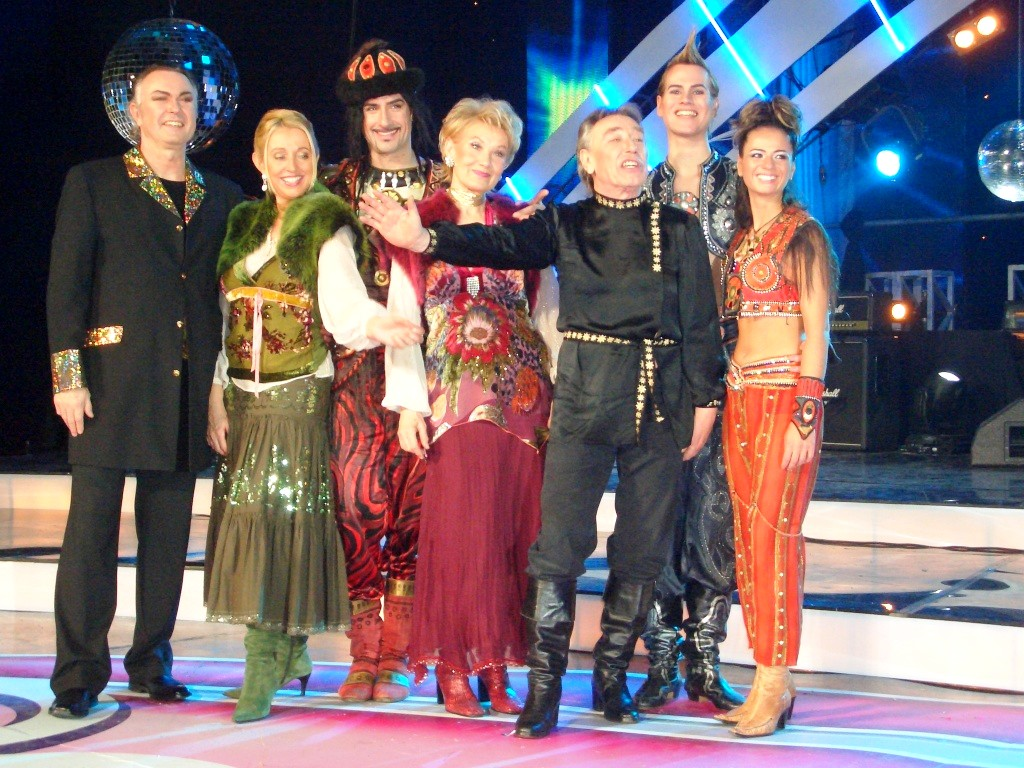
2005: Wolfgang Heichel, Henriette Strobel, Stefan Track, Edina Pop, Steve Bender, Daniel Käsling, Ebru Kaya

Dschinghis Khan was een Duitse muziekgroep gecreëerd door Ralph Siegel. 

## Leden

### Huidige Dschinghis Khan
- Henriette Heichel (Amstelveen, 13 november 1953)[1]
- Edina Pop (Boedapest, 4 februari 1941 als Maria Kesmarky)
- Claus Kupreit (2007–heden)

### Huidige Dschinghis Khan 2
- Wolfgang Heichel (Meißen, 4 november 1950)[2]
- Stefan Track (Aalen) (2005-2006, 2018- heden)

### Oorspronkelijke
- Steve Bender (Mainz, 2 november 1946[3] - München, 7 mei 2006)
- Leslie Mándoki (Boedapest, 7 januari 1953)
- Louis Hendrik Potgieter (Pretoria, 4 april 1951 - Kaapstad 1993)
- Wolfgang Heichel
- Henriette Heichel
- Edina Pop

## Geschiedenis
De groep werd door Ralph Siegel speciaal voor het Eurovisiesongfestival samengesteld, ze namen deel aan Ein Lied für Jerusalem in 1979 en wonnen met het lied dat dezelfde naam als hun groep had. Op het songfestival werden ze vierde, hun klederdracht was zoals in de tijd van de Mongoolse heerser Dzjengis Khan in de 12e en 13e eeuw. De groep bleef samen en had nog vele hits, een andere grote hit werd Moskau. Buiten Duitsland was de groep ook populair in de voormalige Sovjet-Unie, Japan, Australië en Israël waar voor het eerst sinds lang een Duitse groep op 1 in de hitparade kwam. Van het in 1981 uitgebrachte "Klabautermann" verscheen in
1982 ook een Nederlandstalige versie als "Kaboutertjes". Deze plaat was op vrijdag 9 juli 1982 Veronica Alarmschijf op Hilversum 3 en werd een radiohit. De plaat bereikte de 29e positie in de Nederlandse Top 40, de 23e positie in de Nationale Hitparade en de 35e positie in de TROS Top 50. 
Na de eerste successen onderging de groep een imagoverandering, wat de groep niet ten goede kwam, en in 1985 gingen ze uit elkaar. Twee jaar later verenigden ze zich kortstondig als Dschinghis Khan Family, ze namen opnieuw deel aan de voorronde van het songfestival maar eindigden tweede waarop de groep voorgoed splitste. 
Eind jaren '90 zongen Edina Pop, Leslie Mandoki en Steve Bender samen op de Japanse televisie. Ze zongen hun twee grootste hits.
In 2005 gaven Pop, Bender, Heichel en Heichel nog een concert.
Louis Potgieter overleed in 1993 aan Aids in Kaapstad. Steve Bender overleed in 2006 aan kanker.

## Discografie

### Albums
- Dschinghis Khan (1979)
- Viva (1980)
- Rom (1980) (Wiederveröffentlichung von Rom mit Bonus Tracks)
- Wir sitzen alle im selben Boot (1981)
- Helden, Schurken & der Dudelmoser (1982)
- Corrida (1983)
- Die großen Erfolge (1999)
- Jubilee (2004)
- 7 leben  (2007)

### Singles
- Dschinghis Khan (1979)
- Moskau (1979)
- Hadschi Halef Omar (1979)
- Rom (1980)
- Pistolero (1981)
- Loreley (1981)
- Wir sitzen alle im selben Boot (1981)
- What Shall We Do (1981)
- Klabautermann (1981)
- Kaboutertjes (1982)
- Dudelmoser (1982)
- Himalaja (1983)
- Olé Olé (1983)
- Corrida (1983)
- Auf der Straße nach Madrid (1983)
- Mexiko (1985)
- We love football (2018)
- Israel, Israel (2007)
- Moskau (2018)
- Die Strassen von Paris (2019)